# (37554) 1981 ET44
1981 ET44 (asteroide 37554) é um asteroide da cintura principal. Possui uma excentricidade de 0.14888880 e uma inclinação de 5.53457º.
Este asteroide foi descoberto no dia 7 de março de 1981 por Schelte J. Bus em Siding Spring.